# Моренго
Морѐнго (на италиански: Morengo; на ломбардски: Morengh, Моренг) е малкло градче и община в Северна Италия, провинция Бергамо, регион Ломбардия. Разположено е на 126 m надморска височина. Населението на общината е 2537 души (към 2017 г.).